# Abodiacum

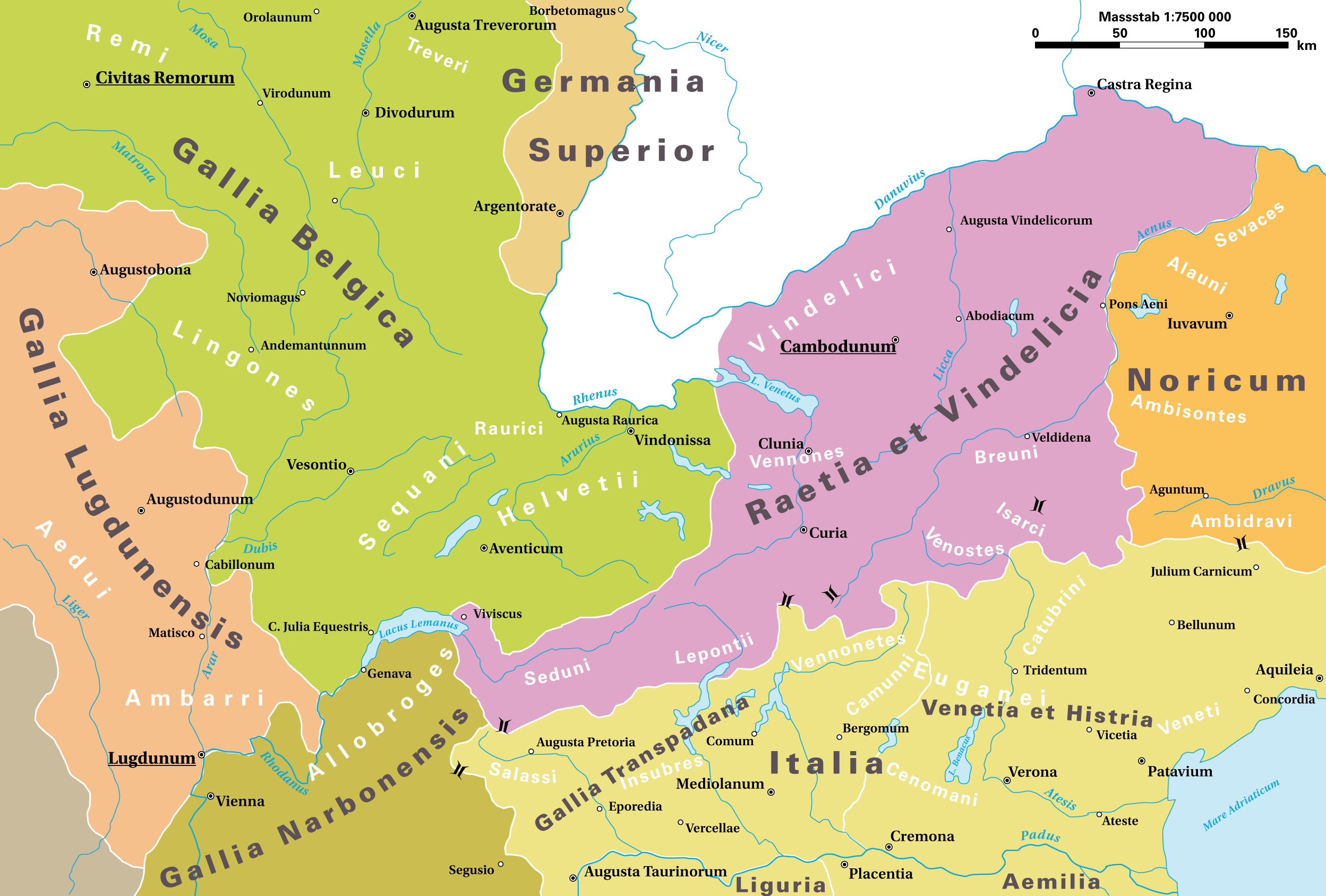
Provincia Romana de Recia y Vindelicia alrededor del siglo XIV a. C.

Abodiacum (griego antiguo: Ἀβουδίακον) También conocido como Auodiacum o Abuzacum fue una ciudad de Vindelicia, que probablemente coincidía con el Epfach moderno en el río Lech, donde aún existen restos de edificios romanos. Sin embargo, las estaciones en los Itinerarios y la Tabla Peutingeriana no se identifican fácilmente con el sitio de Epfach; y Abodiacum es colocado por algunos topógrafos en la aldea de Peisenberg, en la ladera de una colina con el mismo nombre, o en el barrio de Rosenheim, en Baviera.

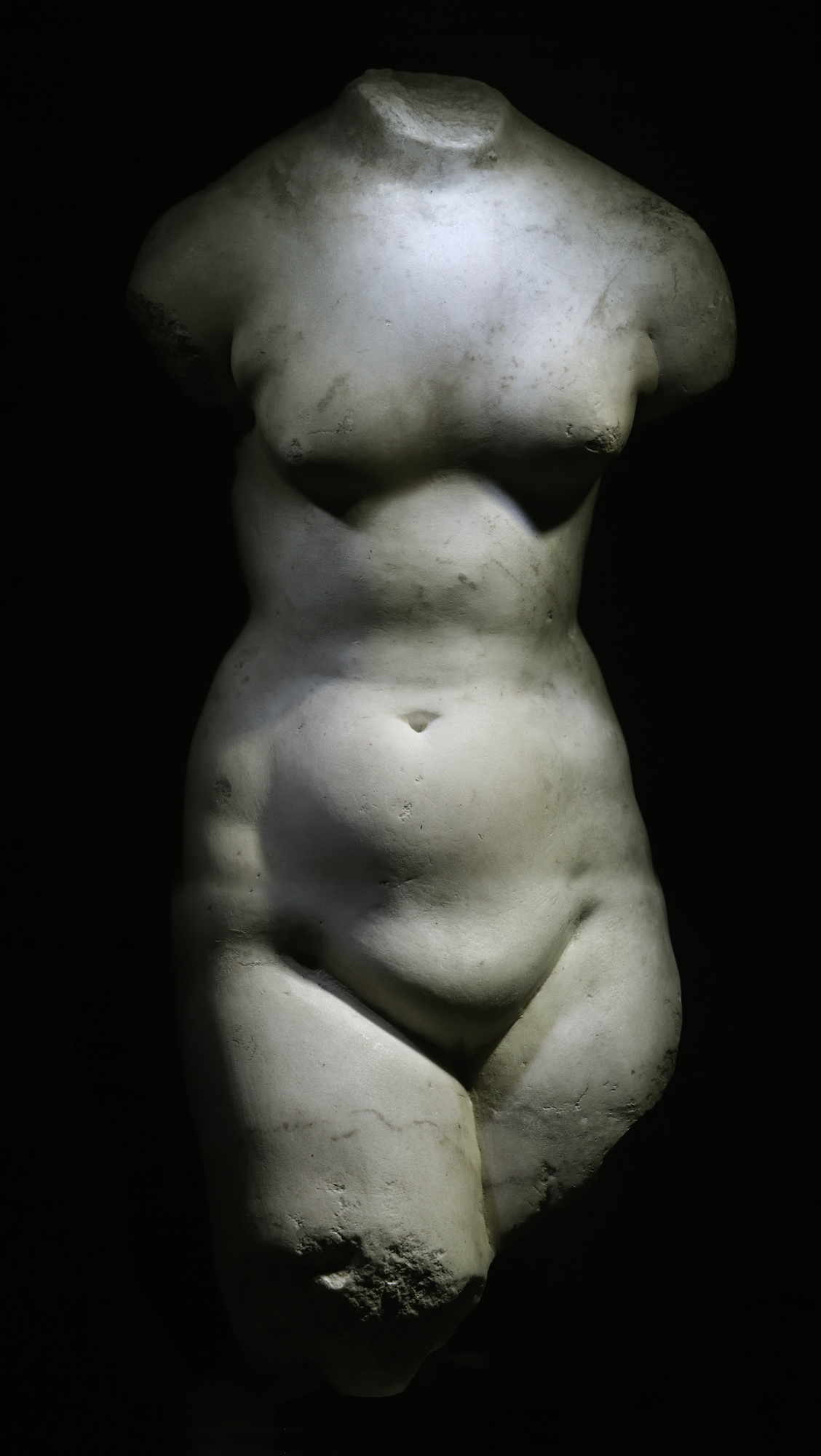
Estatua de Venus encontrada en Epfach.
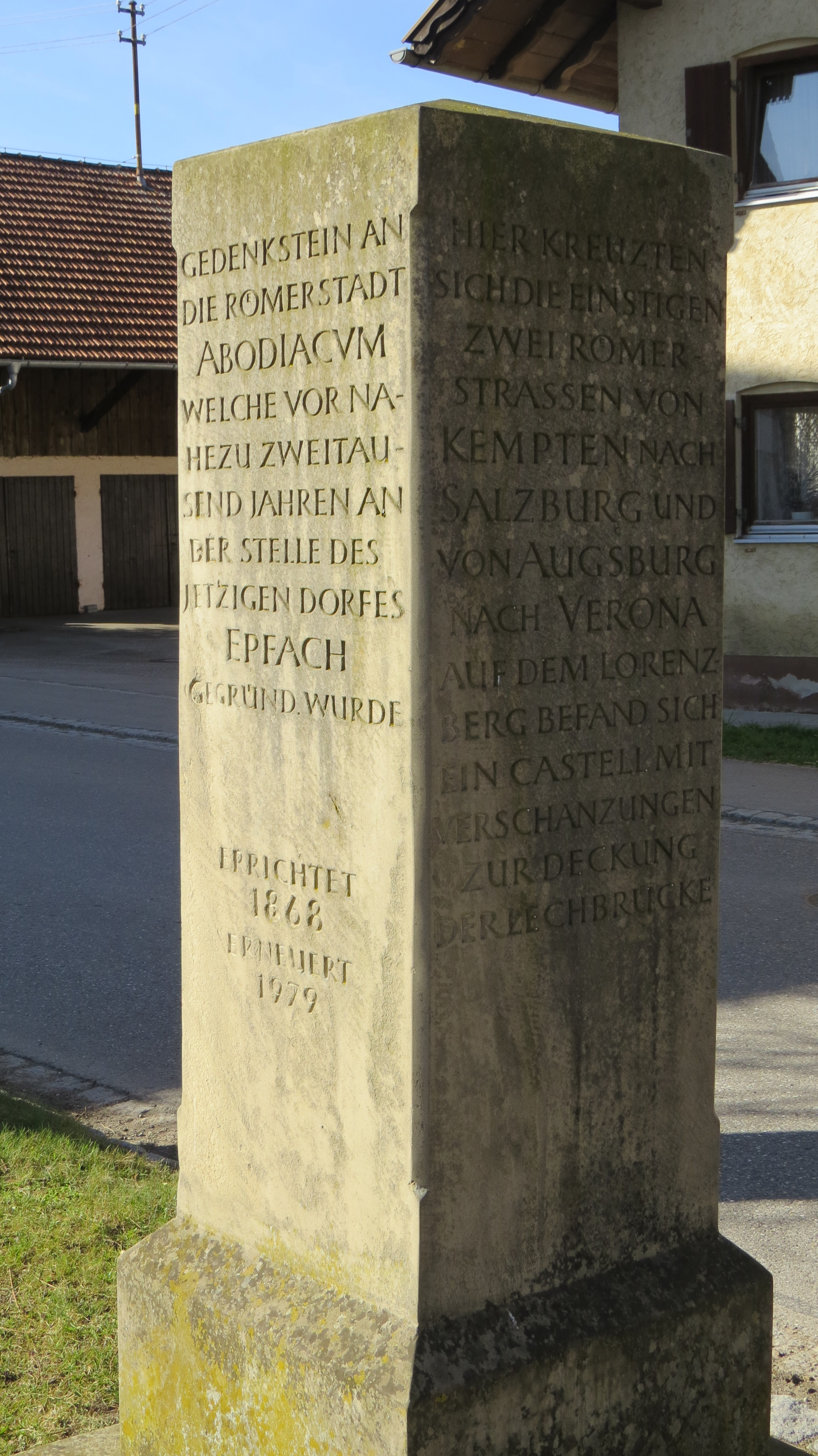
Piedra conmemorativa a la historia de Abodiacum.
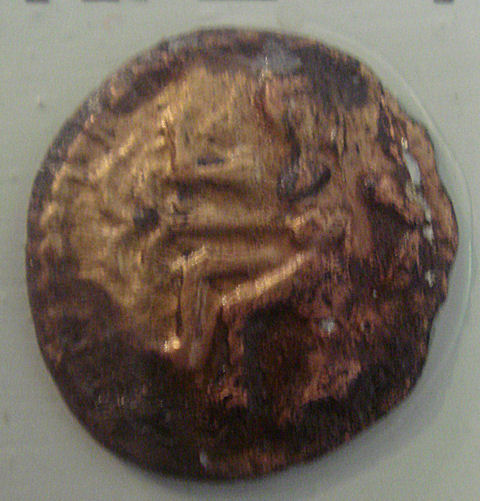
Moneda de los Vindelici, 5to-1ro siglo a. C.